# Wiibroe

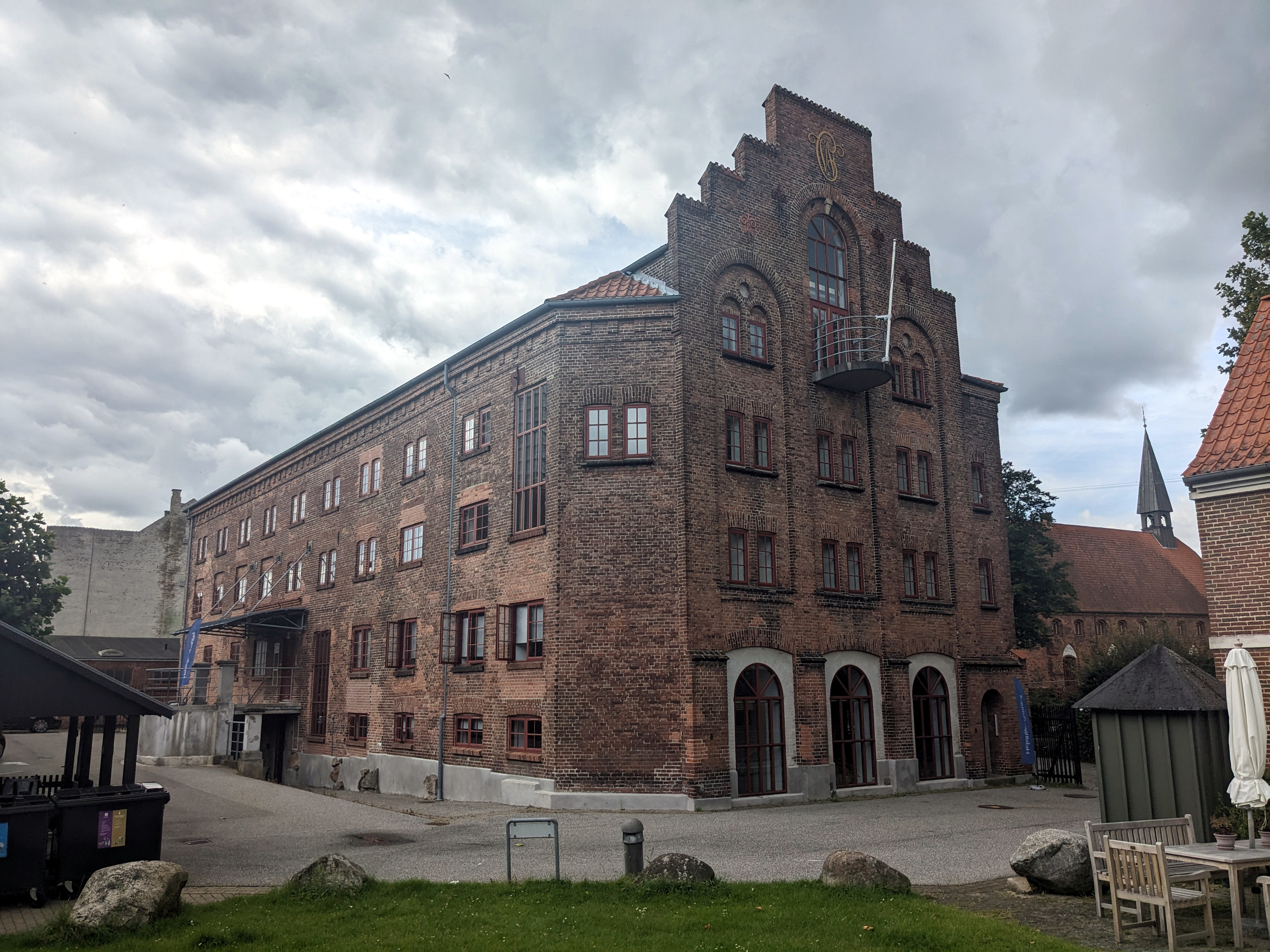
Bryggeriets lokaler 1861–1984 på Sophie Brahes Gade i Helsingør, numera kontor sedan 1990

Wiibroe (eller Wiibroes Bryggeri) är ett danskt bryggeri som grundlades 1840 av Carl Wiibroe då han övertog ett litet hvidtølsbryggeri i Helsingör. Bryggeriets tillverkning har sedan 1998 skötts av Carlsberg Danmark som har ägt bryggeriet sedan 1964. Wiibroe hade egna lokaler på H. C. Ørsteds Vej i Helsingör fram till 2009 och hade tidigare funnits på Klostermosevej, hörnet Hestemøllestræde och Sophie Brahesgade samt Stengade 82 där verksamheten började.

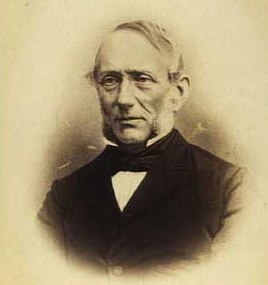
Bryggeriets grundare Carl Wiibroe

Wiibroe var det första bryggeriet utanför Köpenhamn som sålde öl på flaska i Danmark. Endast tre år efter att J.C. Jacobsen med Carlsberg lanserade det underjästa bayerska ölet, började bryggeriet också genomföra försök med denna öltyp som behöver en kall lagring, något som man i början löste genom att utnyttja Kronborgs kasematter.
Huvudprodukt är (som brukligt i Danmark) pilsnern, vilken ungefär motsvarar det gamla svenska mellanölet i alkoholstyrka.
Sorten Wiibroe Guld Export är något starkare och brukar p.g.a. de små danska flaggorna på etiketten kallas "Wiibroe Flagg". Produktionen av flagg-ölen upphörde omkring 2010 men togs upp igen tillfälligt 2015 då 240 000 flaskor framställdes i samband med bryggeriets 175-års jubileum. Wiibroe Classic togs bort ur sortimentet 2018.
Utanför Helsingör och norra Själland är Wiibroe mest kända för sin mycket starka årgångsöl. Denna lanserades första gången 1989 och hade då en alkoholhalt av 8,9 volymprocent. Bryggeriet deklarerade att procenthalten skulle öka med 0,1 volymprocent varje år fram till år 2000, utan att detta skulle märkas i smaken. Detta skulle uppnås med "förfinad bryggeriteknik". Redan första året var årgångsölet Danmarks starkaste massproducerade öl (tidigare var Ceres Dortmünder starkast med 7,8 volymprocent). 
Årgångsöl förses varje år med en bild av ett utvalt konstverk och har premiär för kommande års årgång kring den 1:a advent. Man kan därmed säga att Wiibroe i detta fall följer kyrkoåret snarare än kalenderåret. Efter år 2000 har bryggeriet tvingats sänka takten på alkoholhaltens höjning. Årgångsöl 2012 har en alkoholhalt av 10,6 volymprocent.

## Sortiment
- Wiibroe Pilsner (lanserad 1896–1897)
- Wiibroe Classic (lanserad 2001)[8]
- Wiibroe Guld Export "Wiibroe flag" (lanserad 1936)
- Wiibroe Årgangsøl (lanserad 1989)
- Wiibroe Porter/Imperial Stout (lanserad 1930)

## Bildgalleri

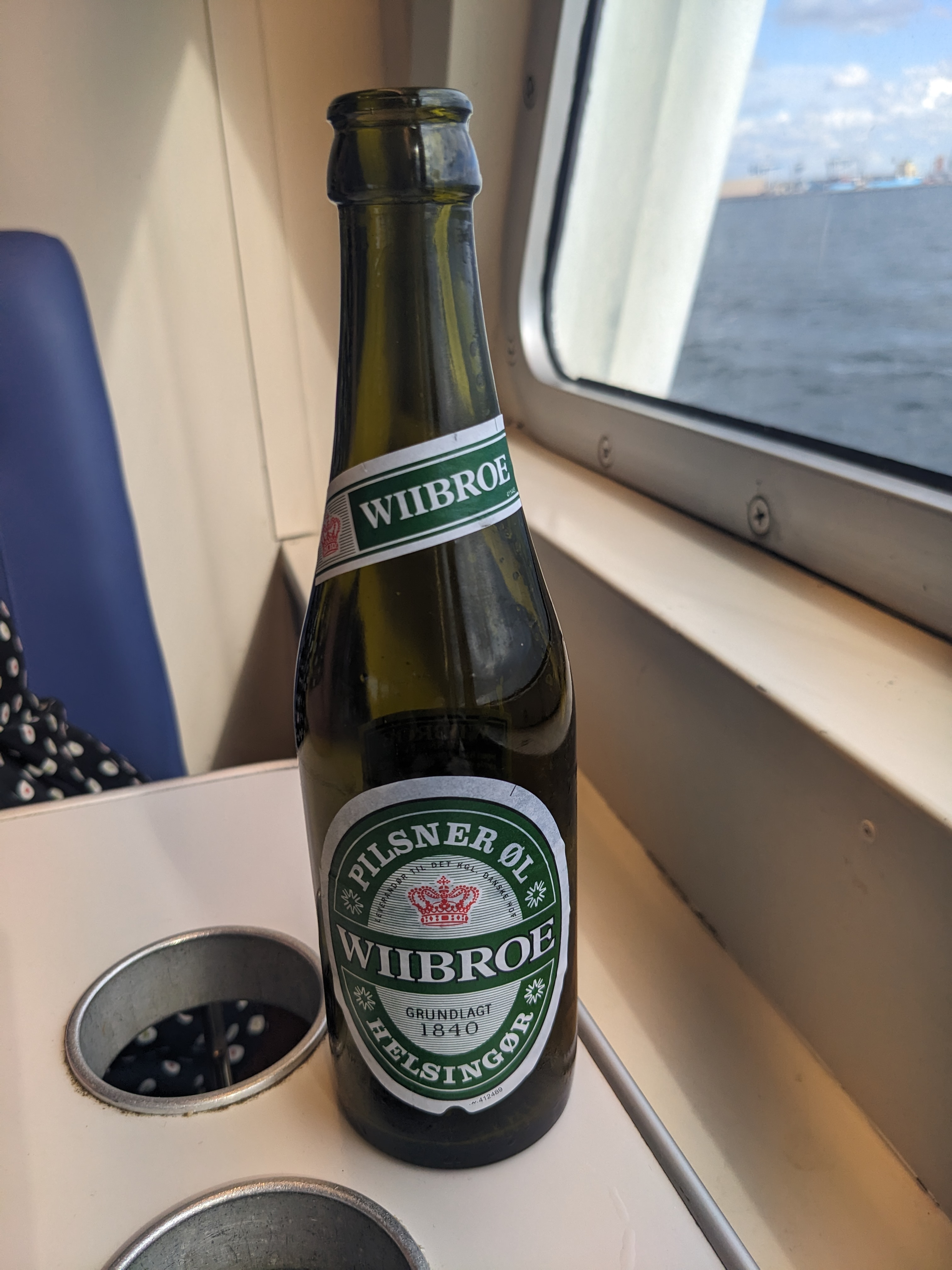
Wiibroe pilsner är populär på tur mellan Helsingborg och Helsingør med Sundbuss Pernille
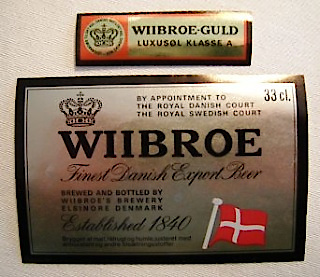
Etikett från en flaska Wiibroe Guld Export även kallad flagg-öl
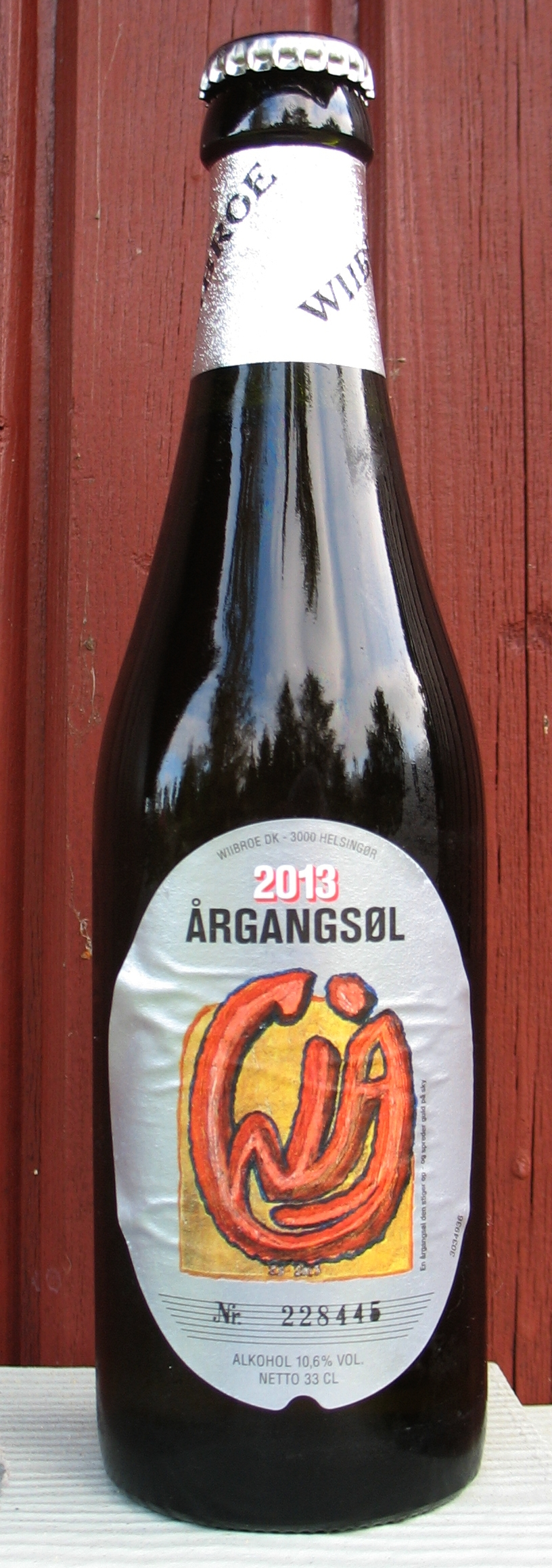
Wiibroe Årgangsøl 2013
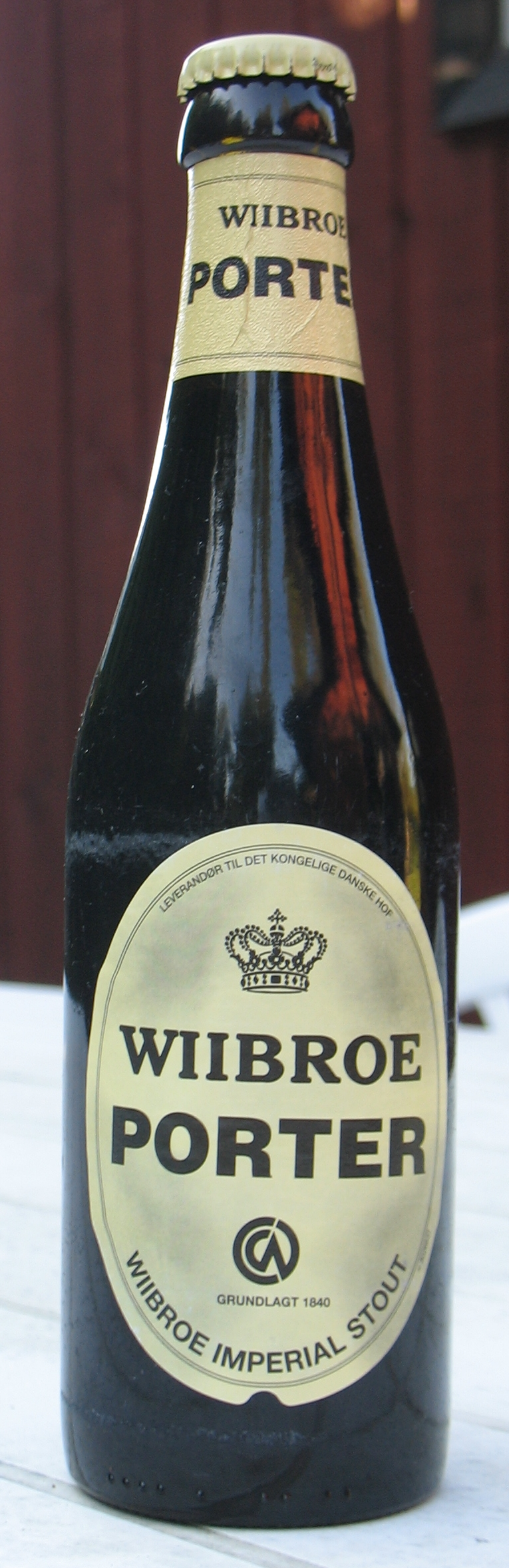
Wiibroe Porter
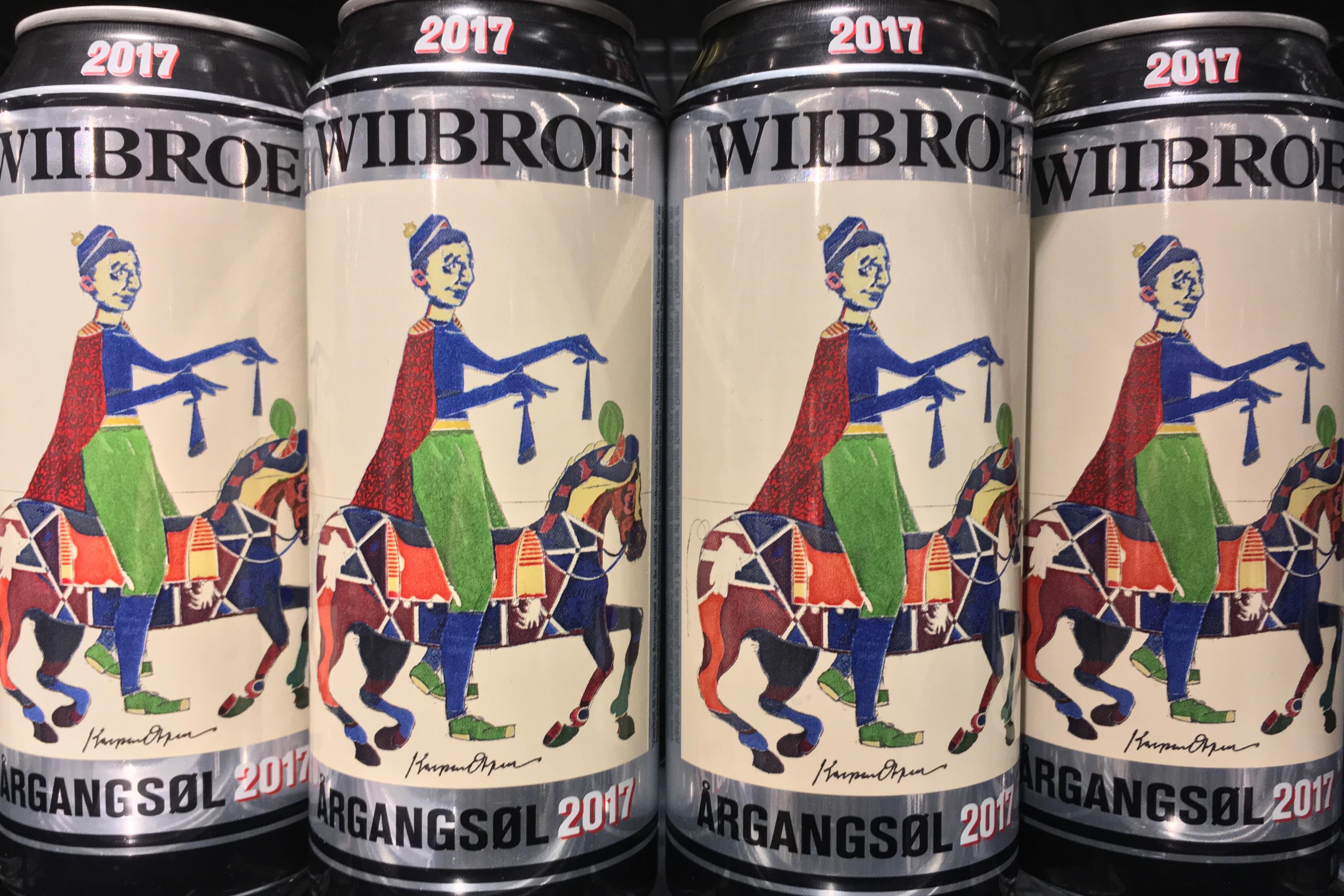
Wiibroe Årgangsøl 2017 på burk